# Royaume de Croatie (Habsbourg)
Pour les articles homonymes, voir Croatie (homonymie).
1527–1868
Entités précédentes :
- Royaume de Croatie

Entités suivantes :
- Royaume de Croatie-Slavonie

Le royaume de Croatie est un territoire faisant partie de la monarchie de Habsbourg puis de l'empire d'Autriche à partir de 1527, gouverné en union personnelle avec la Hongrie par les souverains de la maison de Habsbourg. À la suite du compromis austro-hongrois de 1867, un compromis croato-hongrois fut établi en 1868, le royaume de Croatie-Slavonie formant alors avec le royaume de Hongrie les « pays de la Couronne de saint Étienne » au sein de la double monarchie d'Autriche-Hongrie.

## Géographie
Sous les Habsbourg, le royaume ne couvre que la moitié nord-est de la Croatie actuelle, tandis que la moitié sud-ouest adriatique, soit l'Istrie et la Dalmatie, faisait partie de la république de Venise, plus précisément des « états de la mer ». À la fin du XVIe siècle, les Habsbourg, confrontés à l'Empire ottoman et aux razzias de ses irréguliers, créent le long de la frontière des confins militaires dans les territoires au centre et sud du royaume, rattachés directement au commandement militaire de Vienne en tant que « Croatie militaire ». Jusqu'au XVIIIe siècle, ces confins, appelés « Krajina croate », séparent la Croatie civile en deux parties : à l'ouest la Croatie proprement dite entre Zagreb et Rijeka, et à l'est la Slavonie (capitale Osijek). Dans la « Croatie militaire », outre les Croates, des colons serbes et valaques sont établis avec le même statut que les autres habitants : celui de garde-frontière exempté de taxes en échange d'une astreinte militaire permanente, ou encore celui de « pandoure » (irrégulier à la disposition du commandant militaire habsbourgeois local).

## Histoire
Au XVIe siècle, le territoire de la Slavonie-Croatie a été dévasté par les conséquences des guerres ottomanes, terminées au XVIIIe siècle. Après la défaite du royaume de Hongrie lors de la bataille de Mohács en 1526 face aux Turcs, la noblesse croate, rassemblée au Sabor de Cetingrad, reconnurent Ferdinand Ier de Habsbourg comme leur souverain. Par la charte de Cetingrad, datée du 1er janvier 1527, il fut élu roi de Croatie.
Jusqu'au XIXe siècle, les domaines croates septentrionaux faisaient partie de la monarchie de Habsbourg. Par sa décision du 9 mars 1712, le Sabor a adopté une « Pragmatique Sanction » assurant la succession au trône, en l'absence d'héritier mâle, aux filles de l'empereur Charles VI. Mais en 1723, l'assemblée hongroise Országgyűlés déclare cette décision nulle et non avenue en raison du pacte conventuel de 1102 selon lequel la Croatie est partie intégrante des pays de la Couronne de saint Étienne. 
Sous le règne de l'impératrice Marie-Thérèse, la renaissance économique et civile croate progresse. Sur la partie autrichienne de la côte Adriatique, les ports de Rijeka (Fiume) et Kraljevica se sont développés ; vers 1748, les domaines des Frankopan et des Zrinski furent intégrés à l'administration de l'État autrichien. En 1779, Rijeka obtint son indépendance en tant que corpus separatum. Dans la Croatie vénitienne aussi, la culture croate progresse.

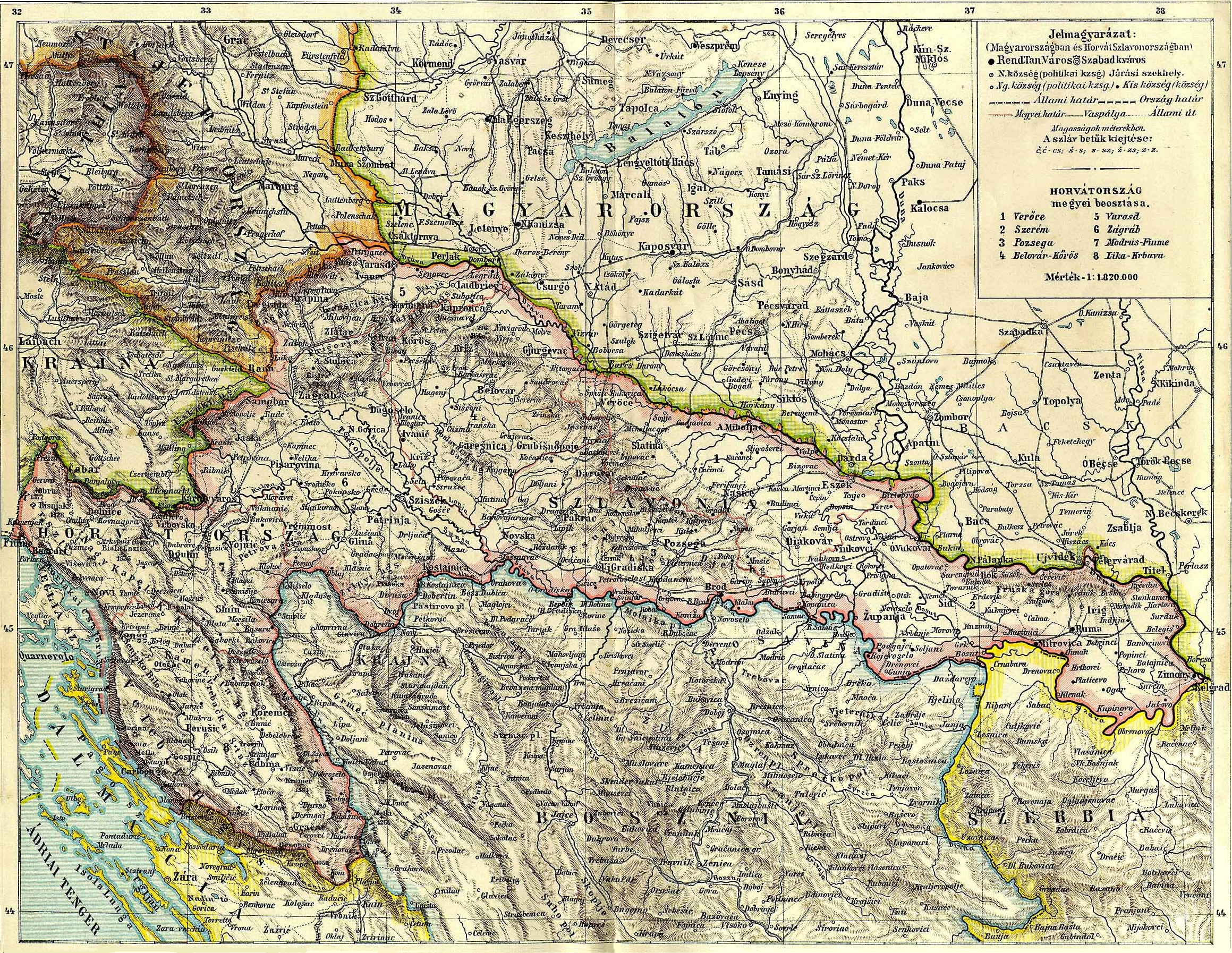
Le royaume de Croatie dans les pays de la Couronne de saint Étienne (1867-1918).

En 1745, le royaume de Slavonie, créé un demi-siècle auparavant par les Habsbourg à partir de terres reprises aux Ottomans, est administrativement intégré dans le royaume de Croatie, tout en restant fortement autonome. La ville de Varaždin, au nord de Zagreb devient la capitale du « royaume de Croatie et Slavonie ». Après un incendie en 1776, le siège du gouvernement est transféré à Zagreb. Du côte vénitien, la capitale de Dalmatie est la ville de Zara, mais Dubrovnik est également un centre croate prospère et influent ; tandis que les élites vénitiennes parlent l'italien vénitien, les populations morlaques et dalmates, elles, passent progressivement à la langue croate,,.

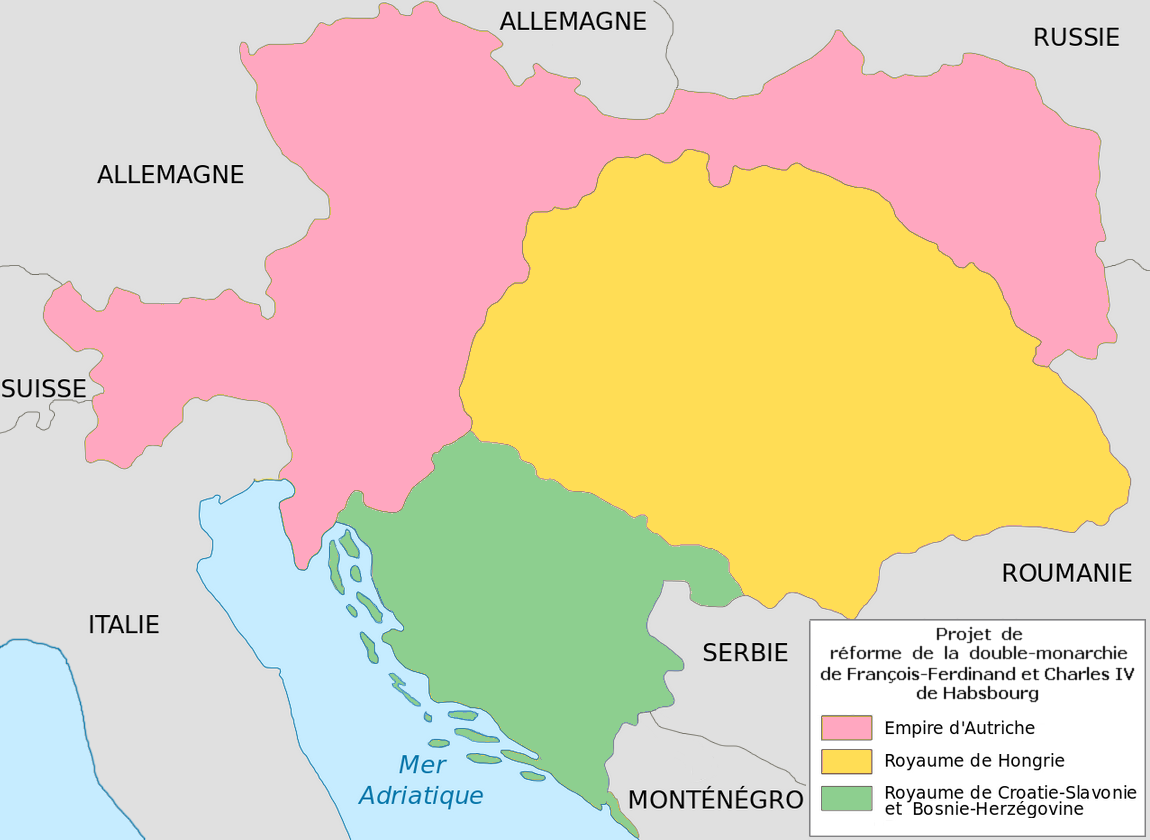
En vert l'aspiration à une troisième entité slave du Sud dans une « Triple monarchie » des Habsbourg, selon la perspective austroslaviste.

En 1868, le compromis croato-hongrois unit les trois territoires de Croatie, de Croatie militaire et de Slavonie dans le nouveau royaume de Croatie-Slavonie, dont les élites souhaiteraient faire un « royaume triunitaire » englobant également la Dalmatie (entre-temps devenue autrichienne) voire, à partir de 1878, la Bosnie-Herzégovine (aspiration à constituer une troisième entité habsbourgeoise, slave du Sud, aux côtés de l'entité autrichienne et de l'entité hongroise). 

## Sources
1. ↑  (en) Michael Hochedlinger, Austria's Wars of Emergence : War, State and Society in the Habsburg, Autriche, Pearson Education, 2003, 466 p. (ISBN 0-582-29084-8, lire en ligne)
2. ↑  C'est ainsi que des croates vénitiens comme le peintre Juraj Culinovic (1436/7 - 1504 : (en) Giorgio Schiavone, National Gallery) ou le mathématicien et astronome Roger Josip Bošković (1711–1787) se font connaître en Italie.
3. ↑  Wojciech Sajkowski, (en) « Morlachs, or Slavs from Dalmatia in French encyclopedias and dictionaries of the 18th and 19th century », in Poznańskie Studia Slawistyczne n° 15, pp. 207–218, DOI 10.14746/bp.2015.22.5,  (ISSN 2084-3011), 2018.
4. ↑  Dana Caciur, (en) « Considerations regarding the Morlachs migrations from Dalmatia to Istria and the Venetian settlement policy during the 16th century » in  Poznańskie Studia Slawistyczne n° 22 (1), pp. 57–70. DOI 10.14746/bp.2015.22.5, 2015,
5. ↑  Le dernier locuteur du dalmate, Tuone Udaina, est mort à la fin du XIXe siècle mais avant cela, Bernardino Biondelli avec son Atlante linguistico d'Europa, A. Ive dans son étude « L'antico dialetto di Veglia »  et surtout Matteo Bartoli (1873-1946) dans son travail Das Dalmatische, ont eu le temps de recueillir cette langue romane désormais disparue.
6. ↑  Bernard Michel, Nations et nationalismes en Europe Centrale : XIXe – XXe siècle, éd. Aubier 1996,  (ISBN 978-2700722574 et 2700722574).